# Меркури Тедеско (Катанцаро)
Меркури Тедеско је насеље у Италији у округу Катанцаро, региону Калабрија.
Према процени из 2011. у насељу је живело 109 становника. Насеље се налази на надморској висини од 619 м.